# Epifanie Norocel
Epifanie Norocel (* 14. Dezember 1932 in Mălini, Kreis Baia, Rumänien; † 7. Januar 2013 in Panciu, Kreis Vrancea, Rumänien) war ein Rumänisch-Orthodoxer Erzbischof für Buzău und Vrancea.

## Leben
1961 erwarb er den Titel eines Diplom-Theologen bei der theologischen Akademie in Sofia, Bulgarien. Anschließend studierte er in Bukarest und Moskau.
Zwischen  1965 und 1971 wirkte er als Professor am kirchlichen Priesterseminar des Klosters Neamț, dessen Abt er von 1971 bis 1975 war. Seit dem 9. November 1975 wirkte er als (Weih-)Bischof in der Rumänisch-Orthodoxen Kirche. Seit 2009 war er Erzbischof.